# Therese Zenz
Therese Zenz, née le 15 octobre 1932 à Merzig et morte le 22 octobre 2019 dans la même ville, est une kayakiste allemande, triple médaillée d'argent olympique et championne du monde de sa discipline. Elle pratique la course en ligne.

## Palmarès

### Jeux olympiques
Therese Zenz participe aux Jeux olympiques à trois reprises (1952, 1956 et 1960), remportant trois médailles. Elle évolue sous les couleurs de la Sarre en 1952 et pour l'équipe unifiée d'Allemagne en 1956 et en 1960.
- Jeux olympiques de 1960 à Rome :
  -  Médaille d'argent en K-1 500 m.
  -  Médaille d'argent en K-2 500 m avec Ingrid Hartmann.

- Jeux olympiques de 1956 à Melbourne :
  -  Médaille d'argent en K-1 500 m.

### Championnats du monde
Un total de trois médailles est remporté par Therese Zenz lors des Championnats du monde de course en ligne, une médaille d'or sous les couleurs de la Sarre en 1954 et deux médailles de bronze sous les couleurs de l'Allemagne de l'Ouest en 1958.
- Championnats du monde de course en ligne de canoë-kayak de 1958 à Prague :
  -  Médaille de bronze en K-1 500 m.
  -  Médaille de bronze en K-2 500 m avec Ingrid Hartmann.

- Championnats du monde de course en ligne de canoë-kayak de 1954 à Mâcon :
  -  Médaille d'or en K-1 500 m.